# جی. دی اسپاردین
جی. دی اسپاردین (به انگلیسی: G. D. Spradlin) (زاده ۳۱ اوت ۱۹۲۰-درگذشته ۲۴ ژوئیهٔ ۲۰۱۱) بازیگر آمریکایی بود.
از فیلم‌های معروف او می‌توان به بازی در فیلم‌های بوسه طولانی شب‌بخیر، دیک، غرب رؤیایی و اشتباه درست است اشاره کرد.